# Fernando Herrero Tejedor
Fernando Herrero Tejedor (* 30. August 1920 in Castelló de la Plana; † 12. Juni 1975 in Adanero) war ein spanischer Politiker.
Herrero Tejedor engagierte sich schon als Jugendlicher in der Falange und war während der Franco-Diktatur in der Justiz (unter anderem als Mitglied des Obersten Gerichtshofs) und in der höheren Verwaltung (als Zivilgouverneur mehrerer Provinzen) tätig. Später wurde er Mitglied des Opus Dei und Vertrauter des Prinzen Juan Carlos. In der vorletzten Regierung Francos war er als Minister und Generalsekretär des Movimiento Nacional in der nationalen Politik aktiv. Er starb bei einem Straßenverkehrsunfall.

## Leben

### Frühe Jahre
Herrero Tejedor wurde 1920 in Castelló de la Plana geboren und schloss sich früh dem radikalen Nationalismus an. Er begann bei Ausbruch des Bürgerkriegs im Juli 1936, aktiv in der Fünften Kolonne von Valencia zu dienen. Nach Ende des Konflikts schloss er sich Francos Einheitspartei FET y de las JONS an und begann ein Jurastudium an der Universität Valencia. Nach seinem Abschluss trat er nach Bestehen eines Auswahlverfahrens in den Justizdienst ein.
Er heiratete 1948 und hatte drei Kinder, darunter der Journalist Luis Herrero.

### Politische Karriere

#### Movimiento Nacional und Verwaltung
Während seines Jurastudiums in Valencia übte Herrero Tejedor verschiedene Funktionen in der Spanischen Universitätsgewerkschaft aus, der Universitätsgewerkschaft mit Pflichtmitgliedschaft während der Franco-Diktatur. Nach Abschluss seines Studiums wurde er zum Leiter des Justiz- und Rechtsdienstes der Provinz Castelló ernannt. Aufgrund seines Engagements für das Franco-Regime wurde er kurz darauf zum stellvertretenden Leiter und 1955 zum Provinzleiter des Movimiento Nacional und gleichzeitig zum Zivilgouverneur in derselben Provinz ernannt (beide Ämter waren damals untrennbar miteinander verbunden).
1955 wurde Herrero Tejedor zum Zivilgouverneur der Provinz Ávila ernannt. In dieser Zeit lernte er über seinen Rechtsprofessor Adolfo Suárez kennen und machte ihn zu seinem Privatsekretär. Im Jahr darauf wurde er zum Zivilgouverneur der Provinz Logroño ernannt. 1957 übernahm er das Amt des nationalen Delegierten für die Provinzen im Generalsekretariat des Movimiento Nacional, das er bis Februar 1961 innehatte, als er zum stellvertretenden Generalsekretär des Movimiento ernannt wurde. Im September 1965 gab er nach einem politischen Kampf mit José Solís Ruiz schließlich sein Amt auf und ging als Staatsanwalt zum Obersten Gerichtshof. In dieser Funktion wurde er auch Mitglied des Staatsrats.
Er saß im Nationalrat der Bewegung und als Abgeordneter im Cortes franquistas. Außerdem wurde ihm das Amt des Vizepräsidenten der spanischen Delegation bei der Interparlamentarischen Union übertragen.
Herrero Tejedor befasste sich auch mit der sozialen Frage, wie aus einer Rede im Juni 1962 hervorgeht, in der er den sozialen Aspekt als „das große Anliegen unserer Zeit“ und dessen Berücksichtigung durch die Gewerkschaften als Voraussetzung für den Erfolg des künftigen Plans für wirtschaftliche Entwicklung bezeichnete. Herrero Tejedors Position innerhalb des Franco-Regimes kann als ziemlich einzigartig gelten, da er als Falangist galt und gleichzeitig bekannte Verbindungen zum Opus Dei hatte – vermeintlich widersprüchliche Denkweisen. Er galt als enger Vertrauter des spanischen Prinzen und späteren Königs Juan Carlos I. und wurde seit Mitte der 1960er-Jahre als politische Persönlichkeit betrachtet, die in der Zeit nach Francos Tod eine Rolle spielen sollte.

#### Minister und Generalsekretär des Movimiento Nacional (1975)
Am 5. März 1975 nahm Franco eine Umbildung der Regierung von Carlos Arias Navarro vor. Die wichtigste Änderung war die Ernennung von Herrero Tejedor zum Generalsekretär der Bewegung anstelle von José Utrera Molina. Dabei handelt es sich um ein Amt im Rang eines Ministers, das er bis zu seinem Unfalltod im Juni desselben Jahres ausübte.
Herrero Tejedor war ein bekennender Befürworter der Öffnung und die einzige wichtige Figur der Bewegung, die gleichzeitig Mitglied des Opus Dei war. Für den Thronanwärter Juan Carlos war er einer der beiden Kontaktmänner, die ihm in der Regierung zur Verfügung standen. Herrero Tejedor wählte seine rechte Hand Adolfo Suárez als Vize-Sekretär. Franco stimmte der Ernennung von Herrero Tejedor aufgrund seiner Ehrlichkeit, seiner Fähigkeiten und seiner Diskretion zu, die sich insbesondere in dem offiziellen Bericht gezeigt hatten, den er als Staatsanwalt des Obersten Gerichtshofs im September des Vorjahres über das Attentat auf Luis Carrero Blanco verfassen musste. Außerdem wusste Franco, der sich der Loyalität von Herrero Tejedor sicher war, dass dieser nicht zum Freundeskreis von Arias Navarro gehörte und daher ein ausgleichender Faktor in der neuen Regierung sein könnte.
Als Minister und Generalsekretär der Bewegung war Herrero Tejedor Vorsitzender des Ständigen Ausschusses des Nationalrats, der nach dem neuen Gesetz befugt war, politische Vereinigungen zuzulassen. Offenbar war er davon überzeugt, dass eine Reihe von Vereinigungen, zu denen insbesondere die Unión del Pueblo Español (UDPE) gehörte, als Hilfsmittel für den Übergang zu einem reformierten politischen System in der Monarchie dienen könnte.
In einer Umfrage der Zeitschrift La Actualidad Española unter Fachjournalisten im April 1975, in der sie gebeten wurden, die 25 spanischen Politiker zu nennen, denen die „größte Zukunft“ vorausgesagt wurde, stand sein Name auf Platz 22.

### Tod
Fernando Herrero Tejedor kam am 12. Juni 1975 bei einem Autounfall in der Nähe der Ortschaft Adanero in der Provinz Ávila ums Leben. Der Unfall, der einen herben Rückschlag für die Reformpläne der Regierung bedeutete, ereignete sich kurz vor neun Uhr abends, als das Auto, in dem Herrero Tejedor unterwegs war, ein Dodge 3700 GT, mit einem Lastwagen kollidierte, der an der Kreuzung der Nationalstraßen VI und 403 die Vorfahrt missachtet hatte. Fernando Herrero Tejedor war gerade von einem offiziellen Besuch in Palencia zurückgekehrt, wo er die Einweihung des Provinzhauses des Movimiento Nacional geleitet hatte. Sein Nachfolger wurde José Solís Ruiz.
Am 28. Februar 1975 ehrte ihn die Stadt Castelló de la Plana mit dem Titel Hijo Predilecto (Lieblingssohn) der Stadt.